# Ptiolinites almuthae
Ptiolinites almuthae är en tvåvingeart som beskrevs av Mostovski, Jarzembowski, Coram och Jörg Ansorge 2000. Ptiolinites almuthae ingår i släktet Ptiolinites och familjen snäppflugor.
Artens utbredningsområde är Spanien. Inga underarter finns listade i Catalogue of Life.